# Earlytown (Alabama)
Earlytown es un área no incorporada ubicada en el condado de Geneva en el estado estadounidense de Alabama.

## Geografía
Earlytown se encuentra ubicada en las coordenadas 31°7′42″N 86°7′46″O / 31.12833, -86.12944.